# Maico Morellini
Maico Morellini (Reggio Emilia, 14 novembre 1977) è uno scrittore di fantascienza italiano, vincitore nel 2010 del Premio Urania.

## Biografia
Dal 2003 al 2009 ha ricoperto il ruolo presidente di Yavin 4, associazione culturale dedicata al mondo del fantastico e della fantascienza e dal 2003 al 2011 ha curato le prime otto edizioni del concorso letterario a tema fantascientifico Space Prophecies, da lui ideato. Ha ricevuto diverse segnalazioni al Premio Lovecraft e pubblicato vari racconti su alcune raccolte e riviste tra cui Writers Magazine Italia.
Ha vinto il Premio Urania nel 2010 con il suo romanzo d'esordio Il re nero pubblicato nel novembre del 2011 sul numero 1576 della collana Urania. Da gennaio 2012 collabora con la rivista di cinema Nocturno. Nel 2014 è stato finalista al Premio Italia in due diverse categorie (articolo e racconto su pubblicazione professionale). Nel 2015 è stato finalista al Premio Italia nella categoria "articolo su pubblicazione professionale" con il saggio sul regista David Cronenberg La Nuova Carne.
A maggio 2016 è uscito il suo secondo romanzo La terza memoria, sempre nella collana Urania sul 1630, Arnoldo Mondadori Editore. Nel giugno 2018 è membro della giuria di EstAsia - Cinema d'oriente, festival cinematografico di Reggio Emilia. Nel 2019 il suo romanzo Il diario dell'estinzione vince il Premio Italia 2019 come miglior romanzo fantasy.
Vive a Bagnolo in Piano (provincia di Reggio Emilia) e svolge l'attività di consulente informatico.

## Opere

### Romanzi
- Il re nero, Urania n.1576, Arnoldo Mondadori Editore, 2011.
- La terza memoria, Urania n.1630, Arnoldo Mondadori Editore, 2016.
- Il diario dell'estinzione, Watson Edizioni, 2018, ISBN 978-8887224337
- Il ragno del tempo, Providence Press, 2020, ISBN 9788894910254
- Per tutta la vita, Watson edizioni, 2021, ISBN 978-8887224863
- La città dei dissonanti, Delos Digital, 2022, ISBN 978-8825422337

### Raccolte
- Cronache dal domani, Piccola biblioteca n.80, L'Autore Libri Firenze, 2000, ISBN 978-88-8254-769-1.
- Nebbie d'agosto, Ibiskos Editrice Risolo, 2003, ISBN 88-7519-015-1.
- 7 Note Nere, Edizioni Imperium, 2015, ISBN 978-1-326-11576-0, Delos Digital 2017, ISBN 9788825402568
- I Necronauti, collana Ambrosia, Edizioni BMS, 2015 (raccolta dei primi dieci racconti della serie omonima)
- Voci della Polis, Vincent Books Editore, 2016 (6 racconti ambientati nella Polis Aemilia da Il Re Nero), ISBN 978-88-99497-13-2
- La Corporazione dei Necronauti, Delos Digital, 2019, ISBN 9788825409710
- La missione dei Necronauti, Delos Digital, 2021, ISBN 9788825415940

### Altri racconti
- Il colore degli dei, in Wakati Ujao (Futuro Africano), WebTrekItalia, 2007.[6][7]
- Devi credere in me, in Mahayavan, Racconti delle Terre Divise, Edizioni Scudo, 2010.
- Angeli caduti, in Robot n.64, Delos Books, 2011, ISBN 978-88-6530-195-1. (epub), Collana Imperium, 2014. ISBN 978-605-03-0818-1, Delos Digital 2016. ISBN 978-88-6530-791-5
- L'ultimo abbraccio, in 365 Racconti sulla fine del mondo, collana Atlantide n.9, Delos Books, 2012, ISBN 978-88-6530-205-7.
- Tante piccole luci, in D-Doomsday, collana Orange, CIESSE Edizioni, 2012, ISBN 978-88-6660-048-0.
- Cerchi di fiamme (epub), Collana '99, Sogno Editore, 2012, ISBN 978-88-96746-47-9.
- Non più di zero (ePub), 2012, ISBN 978-88-6755-338-9.
- L'ultima lacrima (epub), 2012, ISBN 978-88-6755-337-2.
- Il colore degli dei (epub), 2012, ISBN 978-88-6755-274-0.
- Quinto Comandamento (epub), 2012, ISBN 978-88-6755-339-6.
- Adatto (epub), in 50 sfumature di Sci-Fi, 2013, ISBN 978-88-98394-26-5.
- L'ultimo uomo sulla terra, in I sogni di Cartesio, collana La Botte Piccola n. 16, Edizioni Della Vigna, 2014, ISBN 978-88-6276-108-6.[8]
- La confraternita dei Rabdomanti, in Ma gli androidi mangiano spaghetti elettrici?, collana La Botte Piccola n. 24, Edizioni Della Vigna, 2015, ISBN 978-88-6276-136-9.[8]
- Spettri di ghiaccio, Collana Miskatonic, Vincent Books Editore, 2016, ISBN 978-88-99497-19-4
- Progetto Gemini, Collana Robotica.it, Delos Digital, con Glauco De Bona, 2016, ISBN 978-88-6530-935-3
- L'onda di Canterbury, Collana Robotica.it, Delos Digital, 2017, ISBN 9788825401554
- La variabile del dolore, in Propulsioni d'improbabilità, Zona42 Editore, ISBN 978-88-98950-17-1
- Il Costruttore, Collana Robotica.it, Delos Digital, 2017, ISBN 9788825403787
- Weird Po, in N di meNare: l'aNtologia, ISBN 978-1983150579
- L'odo degli olandesi, Sangue Selvaggio (incubi dal profondo west), WeirdBook, ISBN 978-88-99507-88-6
- Fatum racconto su Urania Millemondi n°82 (2019)
- Ancora, La prima frontiera, Kipple Officina Letteraria, ASIN B07YMY6VGP
- Terapia, Cuori di Tenebra, WeirdBook ISBN 978-88-31373-05-0
- Lo storico, Bicentenario, Delos Digital ISBN 9788825412802
- Ombre di Polaroid, Castelli Maledetti, Nero Press ASIN B08PTPWGYZ
- Non importa, 404, Amazon Publisher, ISBN 979-8494579164
- Sangue e Inchiostro, Le altrui scale, Clown Bianco Edizioni, ISBN 8894909948
- Con un po' di fortuna, Il Fiore della Quintessenza, Ali Ribelli Edizioni, ISBN 978-8833468990
- La locanda dei sopravvissuti, Collana FuturoPresente, Delos Digital, ASIN: B09QY7BSHN
- Non sono io, Tenebre Future, La Nuova Carne, ISBN 979-8366182966
- Mimes racconto su Urania Millemondi n°96 (2023)

#### Racconti della serieI Necronauti
- La luce di Titano (epub), collana Bus Stop, Delos Digital, ISBN 978-88-6775-468-7
- I Mercanti di Morte (epub), collana Bus Stop, Delos Digital, ISBN 978-88-6775-487-8
- I rinnegati di Saturno IV (epub), collana Bus Stop, Delos Digital, ISBN 978-88-6775-500-4
- La voce di Urano (epub), collana Bus Stop, Delos Digital, ISBN 978-88-6775-503-5
- Battaglia su Marte (epub), collana Bus Stop, Delos Digital, ISBN 978-88-6775-510-3
- La Fiamma di Encelado (epub), collana Bus Stop, Delos Digital, ISBN 978-88-6775-524-0
- L'attacco dei Necronauti (epub), collana Bus Stop, Delos Digital, ISBN 978-88-6775-535-6
- I vulcani di Venere (epub), collana Bus Stop, Delos Digital, ISBN 978-88-6775-550-9
- La Speranza di Rea (epub), collana Bus Stop, Delos Digital, ISBN 978-88-6775-563-9
- Nessuno è degno (epub), collana Bus Stop, Delos Digital, ISBN 978-88-6775-576-9
- L'onda di Urano (I Necronauti 2) (epub), collana Bus Stop, Delos Digital, ISBN 9788867757497
- La caduta di Nettuno (I Necronauti 2) (epub), collana Bus Stop, Delos Digital, ISBN 9788867757770
- I fantasmi di Saturno (I Necronauti 2) (epub), collana Bus Stop, Delos Digital, ISBN 9788867757961
- Andromeda (I Necronauti 2) (epub), collana Bus Stop, Delos Digital, ISBN 978-88-6775-839-5
- L'ultimo Necronauta (I Necronauti 2) (epub), collana Bus Stop, Delos Digital, ISBN 9788867758609
- I Necronauti, collana Ambrosia, Edizione BMS, 2015 (raccolta dei primi dieci racconti della serie).

### Saggi
(parziale)
- Mezzo secolo di Enterprise, in Nocturno Cinema, Cinema Bis Communication S.r.l..
- Star Wars: la prossima trilogia , in appendice ad Apocalisse su Argo di Robert J. Sawyer, Urania "I capolavori" 1609, 2014
- La nuova carne in Nocturno Cinema (143), Cinema Bis Communication S.r.l.
- Episodio VII, Capitolo 2: una nuova congettura, in appendice a Punto di Convergenza di Charles Sheffield, Urania "I capolavori" 1613, 2014